# LeChee
LeChee es un lugar designado por el censo ubicado en el condado de Coconino en el estado estadounidense de Arizona. En el Censo de 2010 tenía una población de 1443 habitantes y una densidad poblacional de 33,55 personas por km².

## Geografía
LeChee se encuentra ubicado en las coordenadas 36°51′39″N 111°25′28″O / 36.86083, -111.42444. Según la Oficina del Censo de los Estados Unidos, LeChee tiene una superficie total de 43 km², de la cual 43 km² corresponden a tierra firme y (0%) 0 km² es agua.

## Demografía
Según el censo de 2010, había 1.443 personas residiendo en LeChee. La densidad de población era de 33,55 hab./km². De los 1.443 habitantes, LeChee estaba compuesto por el 0.62% blancos, el 0.14% eran afroamericanos, el 96.33% eran amerindios, el 0% eran asiáticos, el 0% eran isleños del Pacífico, el 0% eran de otras razas y el 2.91% pertenecían a dos o más razas. Del total de la población el 1.73% eran hispanos o latinos de cualquier raza.